# Gilles Échevin
Gilles Echevin (né le 1er septembre 1948 à Bouillante) est un athlète français, spécialiste des épreuves de sprint.

## Biographie
L'athlète guadeloupéen remporte deux titres de champion de France du 100 mètres, en 1973 et 1975, et compte par ailleurs trois titres en salle, sur 50 et 60 mètres.
En 1971, il se classe huitième du 100 m lors des championnats d'Europe d'Helsinki et  deuxième au championnat de France à Colombes. En 1975, il remporte la médaille d'or du relais 4 × 100 m lors des Jeux méditerranéens d'Alger, en compagnie de Dominique Chauvelot, Joseph Arame et Lucien Sainte-Rose ; lors de la finale, en août 1975, de la coupe d'Europe des nations, il gagne la médaille d'or à Nice [1]. Il participe l'année suivante aux Jeux olympiques de Montréal où il s'incline en quarts de finale du 100 m. En 1977, il se classe deuxième au championnat de France à Nevers et troisième en 1976 à Lille.
Il fut le capitaine de l'équipe de France A en Allemagne et en Suède, lors des matches internationaux. A l'occasion de la demi-finale de la Coupe d'Europe des Nations disputée à Londres sur le stade de Crystal Palace, les 17 et 18 juillet 1977, Gilles Echevin termine deuxième du 100 m; en 10 s 76 derrière le soviétique Kolefnekov et devant le britannique Bennett et également deuxième avec ses coéquipiers Bigon, Sainte-Rose et Arame de l'épreuve du 4 fois 100 m; dans le temps de 40 s 18 [2]. 

### Palmarès
- Championnats de France d'athlétisme :
  - vainqueur du 100 en 1973 et 1975.
  - vainqueur du relais 4*100m et 4*200m en 1982.
- Championnats de France d'athlétisme en salle :
  - vainqueur du 50 m en 1978.
  - vainqueur du 60 m en 1979 et 1980.

### Records
| Épreuve | Performance | Lieu | Date |
| ------- | ----------- | ---- | ---- |
| 100 m   | 10 s 32     |      | 1975 |